# Wasserturm (Colmar)
Der Wasserturm in der französischen Stadt Colmar wurde in den 1880er Jahren zur Wasserversorgung des Stadtgebietes errichtet. 1984 wurden die Anlagen darin stillgelegt. Der Turm steht seit 1993 unter Denkmalschutz (ID-Nr. PA00125232).

## Lage
Das Bauwerk (frz. Chateau d’Eau) befindet sich in der Region Grand Est; Haut-Rhin auf einem Hügel der Stadt Colmar und trägt die Adresse Avenue Raymond Poincaré. Es steht inmitten einer schönen Parkanlage und in der Nachbarschaft historischer Bauten.

## Geschichte

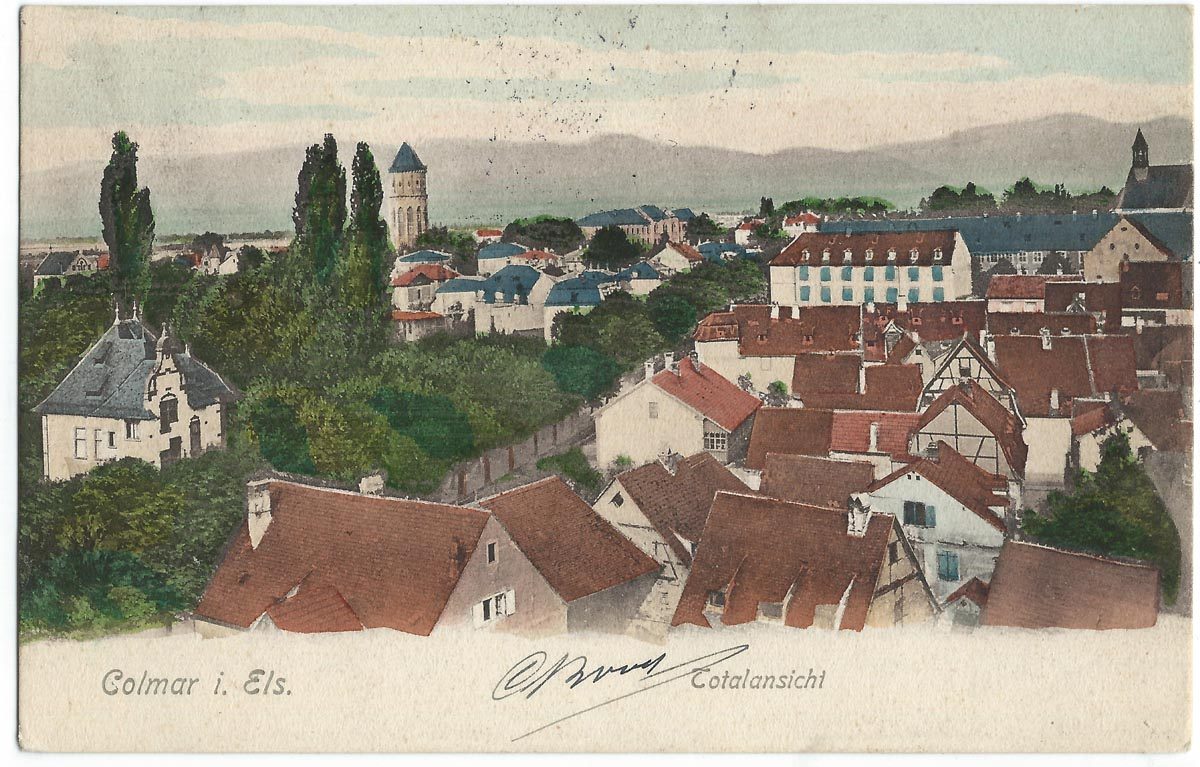
Eine Ansicht Colmars aus dem Jahr 1905 zeigt in der oberen linken Hälfte deutlich den Wasserturm, der eine Landmarke darstellt.

An einem von der Stadtverwaltung Colmar innerhalb des Architektenvereins Berlin durchgeführten Architektenwettbewerb, für dessen Gewinner 800 Mark ausgelobt worden waren, hatten sich 17 Architekten beteiligt. Die Jury vergab schließlich drei Monate später den ersten Preis an den Königlichen Regierungsbaumeister Schupmann und den zweiten Preis an den Architekten Hermann Guth. Die Entwürfe waren in der Berliner Architektenkammer öffentlich ausgestellt. Nach dem Siegerentwurf und unter Berücksichtigung interessanter Detailvorschläge der anderen Teilnehmer entstand unter Leitung des Stadtarchitekten Victor Huen und des Schweizer Ingenieurs Henri Gruner (Heinrich Grüner) in kurzer Bauzeit ein runder steinsichtiger Turm. Der Kostenrahmen für den Bau war mit rund 90.000 Mark vorgegeben.
Die offizielle Einweihung nahm der damalige Colmarer Bürgermeister C. Schlumberger im Jahr 1886 vor, woran eine Gedenktafel erinnert, die neben dem Eingang eingelassen wurde. (Die Wasserentsorgung regelte das 1884 in Betrieb gegangene städtische Abwassersystem.)
Der Wasserturm diente fast genau 100 Jahre dem ursprünglichen Zweck, im Jahr 1984 wurde er stillgelegt. Das Turmbauwerk erhielt dann keine weitere Funktion mehr.
Im Jahr 1993 stellte das französische Kulturministerium den Turm zunächst provisorisch unter Denkmalschutz, im Juli 1995 wurde er dann in die Generalliste der zu schützenden Einrichtungen (liste générale des édifices protégés) eingetragen; der Denkmalstatus wird regelmäßig überprüft.
Zu Beginn des 21. Jahrhunderts wurde das Turmbauwerk saniert.

## Architektur

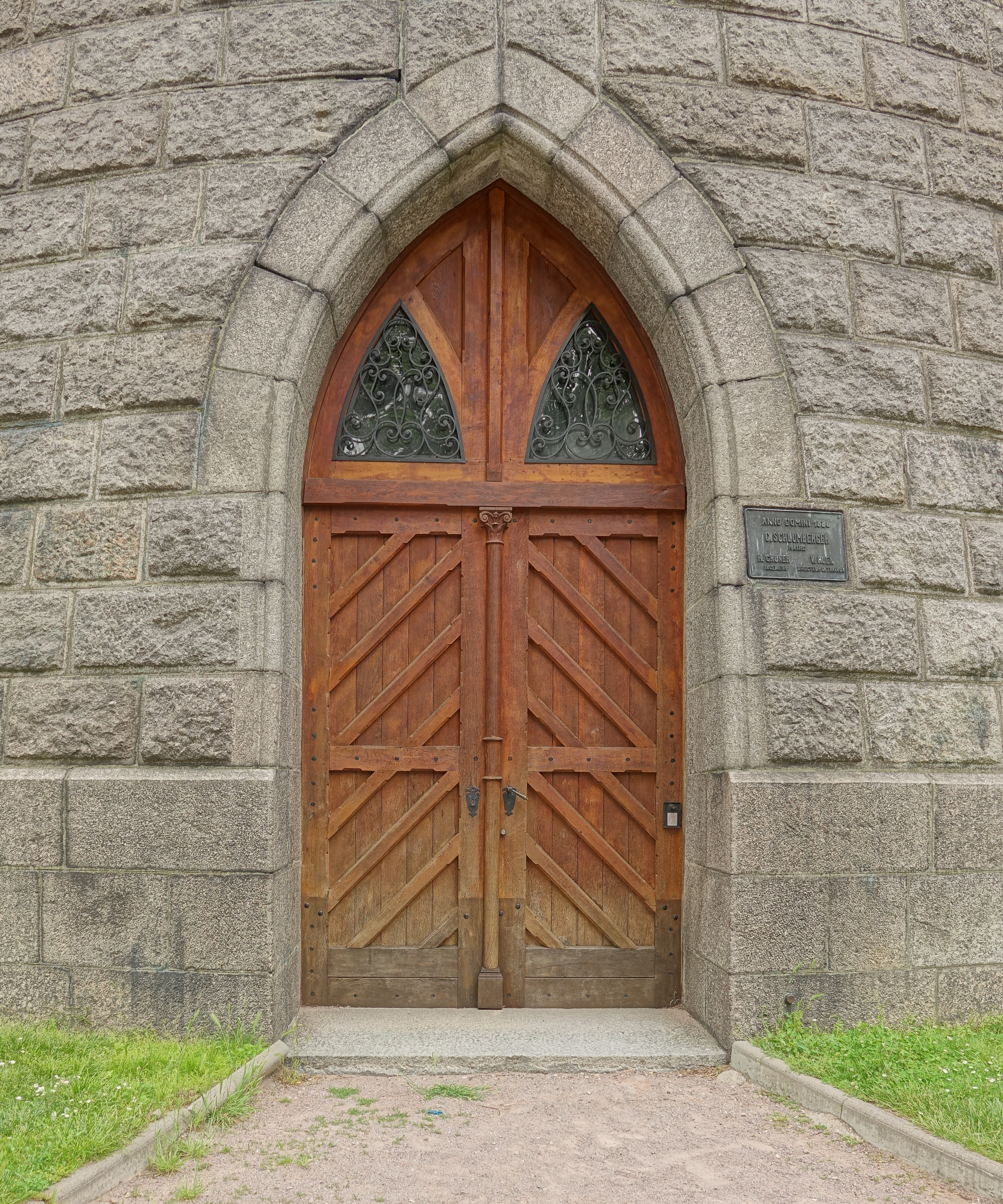
Eingang zum Wasserturm

Das gesamte Bauwerk gilt als typisches Beispiel deutscher Industriearchitektur des späten 19. Jahrhunderts. (Der Bereich Oberrhein des Elsass gehörte vor dem Ersten Weltkrieg zum deutschen Kaiserreich.)
Der Turm hat eine Höhe von 53 m mit einem mittleren Durchmesser von 12,3 m. Der Sockel besteht bis in eine Höhe von etwa fünf Metern aus Bossenwerk, das mit Sandsteinquadern verkleidet ist. Der Schaft wurde aus roten Backsteinen errichtet, die mit gelben Ziegeln ornamentiert sind. Bis zur unteren Kante des Wasserbehälters ist der äußere Turmschaft mit hohen spitzbogigen Nischen verziert und trägt einige kleine Fenster. Darüber ziehen sich rund um den Turm schmückende Konsolgesimse, über denen sich ein Aussichtsrundgang befindet. Der obere Teil des Turmes nimmt die Formen der hohen Nischen in geringerer Höhe als Ziegelsteinmuster noch einmal auf, in denen hier rundherum 12 Bogenfenster im gleichmäßigen Abstand platziert wurden.
Im Sockel ist der spitzbogige Eingang eingearbeitet, der mit einer hölzerne Pforte versehen ist, die sich offenbar im historischen Zustand befindet (siehe Bild).
Ein rundes Kegeldach mit Kupferdeckung schließt das Bauwerk ab.

## Technische Ausstattung
Im Inneren wurde ein stählerner Wasserbehälter mit einem Füllvolumen von 1200 l installiert. Um den nötigen Wasserdruck zu garantieren, hatte der Wasserspiegel eine Höhe von 43 m über Straßenniveau.